# Вікс (Арканзас)
Вікс (англ. Wickes) — місто (англ. city) в США, в окрузі Полк штату Арканзас. Населення — 637 осіб (2020).

## Географія
Вікс розташований за координатами 34°17′52″ пн. ш. 94°19′42″ зх. д. / 34.29778° пн. ш. 94.32833° зх. д. (34.297781, -94.328294).  За даними Бюро перепису населення США в 2010 році місто мало площу 6,03 км², з яких 5,99 км² — суходіл та 0,05 км² — водойми.

## Демографія
Згідно з переписом 2010 року, у місті мешкали 754 особи в 249 домогосподарствах у складі 182 родин. Густота населення становила 125 осіб/км².  Було 292 помешкання (48/км²). 
Расовий склад населення:
| - 65,1 % — білих - 2,1 % — корінних американців - 0,4 % — чорних або афроамериканців - 30,0 % — осіб інших рас |

До двох чи більше рас належало 2,4 %. Іспаномовні складали 52,1 % від усіх жителів.
За віковим діапазоном населення розподілялося таким чином: 34,7 % — особи молодші 18 років, 58,4 % — особи у віці 18—64 років, 6,9 % — особи у віці 65 років та старші. Медіана віку мешканця становила 27,3 року. На 100 осіб жіночої статі у місті припадало 100,5 чоловіків;  на 100 жінок у віці від 18 років та старших — 106,7 чоловіків також старших 18 років.
Середній дохід на одне домашнє господарство  становив 34 007 доларів США (медіана — 21 845), а середній дохід на одну сім'ю — 41 701 долар (медіана — 31 250). Медіана доходів становила 22 218 доларів для чоловіків та 22 159 доларів для жінок. За межею бідності перебувало 37,0 % осіб, у тому числі 55,6 % дітей у віці до 18 років та 0,0 % осіб у віці 65 років та старших.
Цивільне працевлаштоване населення становило 307 осіб. Основні галузі зайнятості: виробництво — 26,1 %, освіта, охорона здоров'я та соціальна допомога — 20,5 %, роздрібна торгівля — 10,4 %, будівництво — 10,1 %.